# 都合
| ウィキペディアには「都合」という見出しの百科事典記事はありません（タイトルに「都合」を含むページの一覧/「都合」で始まるページの一覧）。 代わりにウィクショナリーのページ「都合」が役に立つかもしれません。 |